# The Patent Leather Kid
The Patent Leather Kid és una pel·lícula muda però amb efectes sonors de temàtica bèl·lica. Produïda per la First National, fou dirigida per Alfred Santell i protagonitzada per Richard Barthelmess, Molly O'Day, Lawford Davidson i Matthew Betz. La pel·lícula, basada en el relat homònim de Rupert Hughes, es va estrenar l'1 de setembre de 1927. Barthelmess va ser nominat a l'Oscar al millor actor pel seu paper en aquesta pel·lícula.

## Argument
Patent Leather Kid és un boxejador del Lower East Side de Nova York que té poc afecte pel seu país, ara en guerra amb Alemanya. El seu menyspreu s'agreuja quan la seva xicota el deixa per entretenir les tropes a França. Kid i el seu entrenador són cridats a files, però ell té un comportament covard en les seves primeres accions. Més endavant, l'entrenador és abatut. Aquesta pèrdua incentiva Kid a dur a terme actes heroics, però acaba greument ferit i queda parcialment paralític. Després de la guerra, mentre assisteix a una desfilada militar amb la seva xicota, que s'ha convertit en infermera de l'exèrcit, Kid demana al cel que es pugui curar. En aquell moment, veient desplegar la bandera, Kid s’aixeca lentament i saluda amb la mà malgrat la paràlisi.

## Repartiment
- Richard Barthelmess (Patent Leather Kid)
- Molly O'Day (Curley Boyle)
- Lawford Davidson (lloctinent Hugo Breen)
- Matthew Betz (Jake Stuke)
- Arthur Stone (Jimmy Kinch)
- Ray Turner as Mabile Molasses
- Hank Mann (sergent)
- Walter James (oficial Riley)
- Lucien Prival (oficial alemany)
- Nigel De Brulier (doctor francès)
- Fred O'Beck (tripulació del tanc)
- Clifford Salam (tripulació del tanc)
- Henry Murdock (tripulació del tanc)
- Charles Sullivan (tripulació del tanc)
- John Kolb (tripulació del tanc)
- Al Alleborn (tripulació del tanc)